# Сражение при Маньяно
Сражение при Маньяно (фр. Bataille de Magnano) произошло 5 апреля 1799 года в окрестностях южнее Вероны и стало поражением французов от австрийцев в начале Войны второй коалиции.

## Перед сражением
В начале войны Второй коалиции Франция и Австрия имели чуть менее 60 000 человек, противостоящих друг другу через Адидже; французы под командованием генерала Бартелеми Шерера, австрийцы под командованием фельдмаршал-лейтенанта Пауля Края фон Крайова, в то время как большая российская армия под командованием фельдмаршала А.В. Суворова направлялась в Италию.
Французская Директория приказала Шереру перейти в наступление и вытеснить австрийцев из Вероны и Венето до прибытия русских. Первая французская атака пришлась на 26 марта (битва при Вероне). Шереру удалось пересечь Адидже над Вероной, но он был вынужден отступить на следующий день после битвы, так как его слабое левое крыло потерпело поражение.
Затем Шерер решил пересечь Адидже вниз по течению от Вероны, что могло бы изолировать австрийцев, но переход через реку оказался более сложным, чем ожидалось. Затем Шерер обнаружил, что австрийцы вышли из Вероны, и решил изменить свой план. Вместо того, чтобы пересечь реку, французы повернули на север и двинулись в сторону Вероны.

## Сражение
Французы наступали тремя колоннами. Слева было 20 000 человек в трех дивизиях, две под командованием генерала Моро и одна под командованием генерала Серюрье. В центре была одна дивизия из 7000 человек под командованием генерала Дельмаса, а справа — 14000 человек в двух дивизиях под командованием генералов Перрена и Гренье.
Край, действительно, вышел из Вероны, намереваясь атаковать французов, когда они переправятся через реку. Теперь он реорганизовал свои силы в три небольшие колонны по 7000 человек и две резервные колонны по 10000 человек. Таким образом, левая и правая австрийские колонны были намного слабее, чем противостоящие им французские силы, но одна из австрийских резервных колонн под командованием генерала Гогенцоллерна была размещена сразу за австрийским правым (западным) флангом.
Сначала французы добились успеха. Австрийский левый фланг (генерал Меркандин) столкнулись с Перреном и Гренье в Поццо, к юго-востоку от Вероны. После безрезультатного столкновения между французской и австрийской пехотой атака французской кавалерии вынудила Меркандина отступить.
В центре генерал Кайм продвинулся через Маньяно и наткнулся на Дельмаса немного южнее у Бутапьетра. Это было единственное столкновение между равными силами, но вскоре к Дельмасу присоединилась часть сил Моро, и Кайм тоже был вынужден отступить.
На левом фланге французов оставшиеся силы Моро были достаточно сильны, чтобы остановить колонну генерала Зофа, в то время как дивизия Серюрье столкнулась с резервными силами Гогенцоллерна вокруг Изоальты.
В этот момент силы были примерно равны, но теперь французы ввели все свои резервы в дело, в то время как у Края все еще было 10 000 человек из его главного резерва. Часть этого резерва была использована для усиления Меркандина, который затем предпринял новую атаку на дивизию Гренье, а другая часть атаковала Гренье с запада, ударив по его левому флангу. Французское правое крыло было вынуждено  в некотором замешательстве отступить.

## Результаты
В других местах французы удерживали свои позиции или оттесняли австрийцев, но к концу дня французы потеряли 4000 человек убитыми и 4500 пленными. Австрийцы также потеряли около 4000 человек, но на следующий день после битвы именно французы отступили за реку Ольо, оставив гарнизоны в Мантуе и Пескьере. Таким образом поражение лишило французов возможности изгнать австрийцев из северной Италии до того, как российские подкрепления смогут достичь этого района.
После сражения Шерер подал в отставку и был заменен Моро, а Край был повышен до фельдмаршала. В середине апреля прибыл Суворов, и союзная армия продвинулась на запад, в сторону Милана. В конце апреля Моро потерпел поражение при Кассано, и союзники вошли в Милан. За один месяц завоевания Наполеона Бонапарта 1796 года были утрачены.